# Elkhart Lake
Elkhart Lake es una villa ubicada en el condado de Sheboygan en el estado estadounidense de Wisconsin. En el Censo de 2010 tenía una población de 967 habitantes y una densidad poblacional de 290,55 personas por km².

## Geografía
Elkhart Lake se encuentra ubicada en las coordenadas 43°49′58″N 88°0′53″O / 43.83278, -88.01472. Según la Oficina del Censo de los Estados Unidos, Elkhart Lake tiene una superficie total de 3.33 km², de la cual 3.3 km² corresponden a tierra firme y (0.7%) 0.02 km² es agua.

## Demografía
Según el censo de 2010, había 967 personas residiendo en Elkhart Lake. La densidad de población era de 290,55 hab./km². De los 967 habitantes, Elkhart Lake estaba compuesto por el 97.72% blancos, el 0.21% eran afroamericanos, el 0.93% eran amerindios, el 0.83% eran de otras razas y el 0.31% pertenecían a dos o más razas. Del total de la población el 1.65% eran hispanos o latinos de cualquier raza.